# ベントン城
ベントン城（ベントンじょう、英語: Benton Castle）は、ウェールズのペンブルックシャー州バートンのクレッダウ河を見渡す木々に覆われた地域にある小規模な要塞であるが、現在は個人住宅として使用されている。

## 歴史
おそらく、この城は13世紀に建てられたと思われ、古来からあるルーズ郡のハンドレッドにある境界線を守る数多くある城のひとつである 。その起源は不透明なのだが、14世紀にラングーン卿のトーマス・ド・ロシュによって維持された。1583年発行のペンブルックシャー州の地図ではクレッダウ東部の土手にある城が示されており、1603年に古美術家であり作家のジョージ・オーウェンがこの城について言及している。運河は近世までとても混雑していた。
凡そ破壊されたベントン城を含むいくつかがイングランド内戦で持ち堪え、損害を受けたと言われている:348。
弁護士であり地質学者のリチャード・フェントンは1811年に発行された著書『歴史旅行（Historical Tour）』の中でこう書いている。
この城はロッシュ城と同じ型式で建てられているが、内部の装飾がより少ない。主塔は殆ど円形と言ってよく、最上階部分が完成度の高い八角形になっている。現存する破片などから、北西側の砦には非常に多くの建築物が付け足されていたようだ。

出版者のサムエル・ルイスは1844年発行の著書『地名辞典 (Topographical Dictionary）』でこう述べている。
この付近にある最も興味深い物は港の西岸にあるバートン城（Burton Castle）（原文ママ）の遺構である。おそらくは一部のノルマン人が手に入れた沿岸一帯を守るために、彼らが国境の要塞として建てたのだろう。元はと言えばそんなに大規模ではなかったようだが、ミルフォード港の入り江周辺にある現在の遺構はこの付近で繁栄している大農園にそびえ、風景にある明らかな特性を形づくっている高さのある円形の塔から成る誠に絵のように美しい外観である。

1888年、エドワード・ロウズは12世紀から13世紀における侵略、とりわけミルフォード港のあるペンブルックシャー州西部を守る繋がりのひとつとしてこの城のことを言及している。
単なる円い塔はおそらくは後になって八角形の銃眼付き胸壁で取り囲んだのだろう。この砦は元は3階建てになっていたようだが、床が木製だったが故に消えてしまったようだ。暖炉はなく、階段の痕跡も存在しないので、各階には梯子を使って上がっていたと思われる。砦は見張りや城を取り囲んだ敷地の区画に住む別働隊の非常時における避難所という訳ではなかったはずで、土塁に取り囲まれていたようだ:173。

### 修復
この遺構は20世紀初頭に設置され、1930年まで無人のまま残された。その後になって修繕された。1954年までには中庭に屋根が付き、1960年代に建物は売りに出され、さらに修復が行われた。この城は白漆喰塗りで、その歴史的な影響力と小規模な中世建築の城に修復したとする希少性が評価されて、ウェールズの第2*級指定建築物に指定されている。